# La Roque-Baignard
La Roque-Baignard är en kommun i departementet Calvados i regionen Normandie i norra Frankrike. Kommunen ligger i kantonen Cambremer som ligger i arrondissementet Lisieux. År 2022 hade La Roque-Baignard 105 invånare.

## Befolkningsutveckling
Antalet invånare i kommunen La Roque-Baignard
Referens:INSEE